# بردة رش (نمة شير)
بردة رش (بالفارسية: برده‌رش) هي قرية تقع في إيران في قسم نمة شیر الريفي. يقدر عدد سكانها بـ 558 نسمة .